# 물 위를 걷는 여자
《물 위를 걷는 여자》는 1992년 9월 7일 ~ 1992년 10월 27일까지 방영된 SBS 소설극장이며 KBS 공채 12기 출신 최수지(송난희 역)가 해당 작품을 통해 타방송사 진출을 했는데 그 당시 새로운 드라마들이 그랬던 것처럼 진부한 소재-천편일률적인 내용 등으로 기존의 틀을 벗어나지 못했다는 평가가 있었다.

## 출연진
- 최수지 : 송난희 역
- 박지영 : 손민희 역
- 최상훈 : 현재민 역
- 정하완 : 세호 역
- 박웅 : 민희 아버지 역
- 정재순 : 민희 어머니 역
- 김을동
- 홍성민
- 김호영 : 의사 역
- 김형자
- 정복임
- 라재웅
- 윤철형
- 김희진
- 이제신
- 이배국
- 이형진
- 양형욱
- 박성홍
- 이효준
- 유진희
- 서영애
- 조성숙
- 김용헌
- 강미
- 박근희
- 김홍석
- 송송이
- 최천심
- 민욱
- 맹호림
- 기정수
- 정민
- 이승형
- 신귀식
- 차기환
- 양영준